# Louis Feuillard
Louis Feuillard (20 de junio de 1872 – 18 de julio de 1941) fue un violonchelista, músico de cámara y profesor de conservatorio nacido en la ciudad de Dijon, en Francia. 

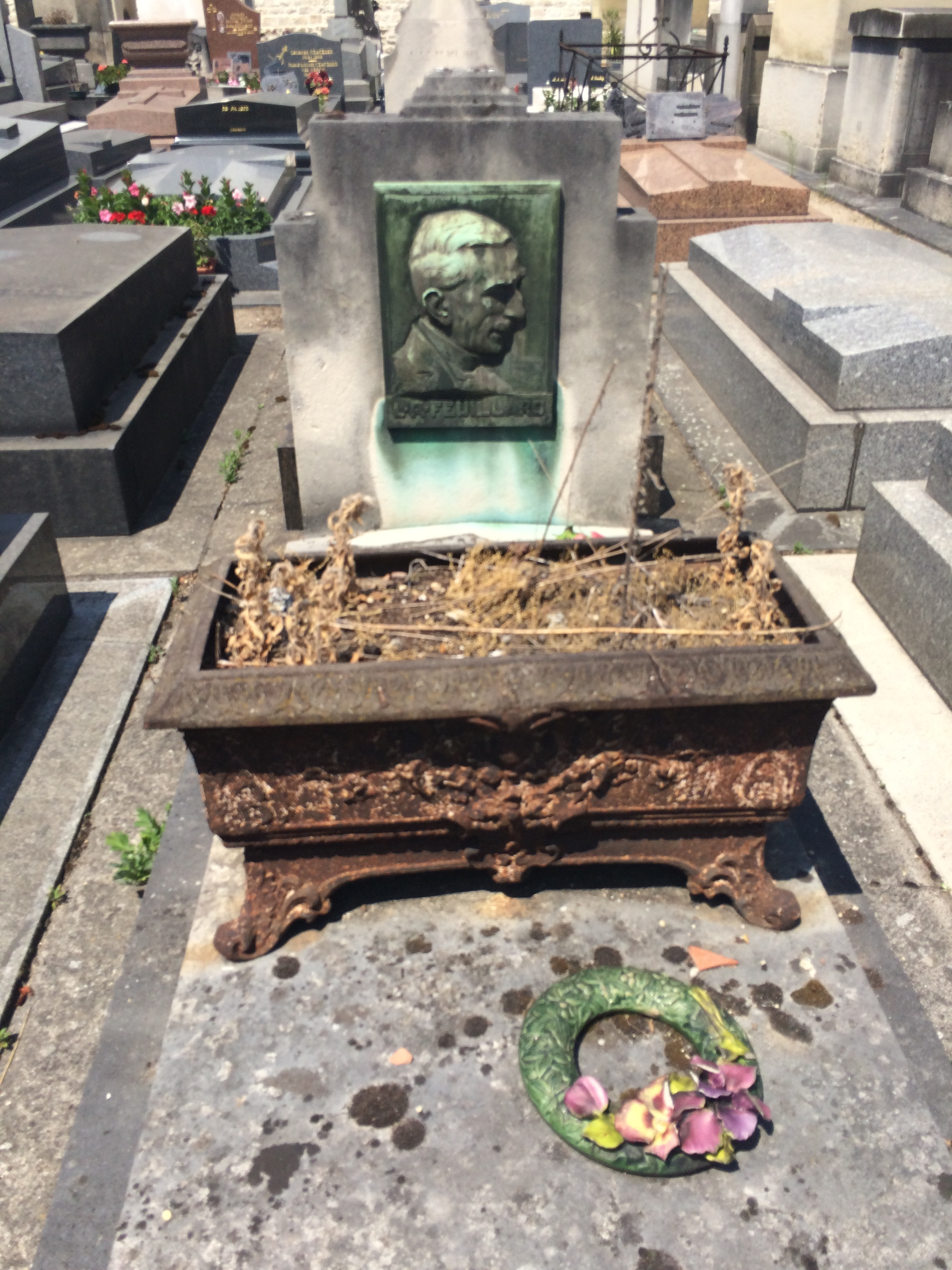
Sepultura de Louis Feuillard en el cementerio de Auteuil (div. 4), en París.

Se le conoce principalmente por haber sido profesor del famoso chelista Paul Tortelier, quien le dedicó su Elegía para Piano y Violonchelo de 1937, así como por una serie de libros de su autoría que incluyen ejercicios diarios, varios estudios y un Método del Joven Violonchelista para el aprendizaje y el perfeccionamiento de la técnica de violonchelo. 
Su obra es reconocidar por estar estructurada de manera lógica y progresiva, cubriendo ordenadamente los aspectos técnicos más importantes del instrumento. Sus publicaciones son usadas con cierta frecuencia en la enseñanza del violonchelo.